# Lanferbach
Der Lanferbach ist ein 4,1 km langes Nebengewässer der Emscher in Nordrhein-Westfalen. Sein Einzugsgebiet umfasst 10,51 km².
Der Bach beginnt als offener Abwasserkanal südlich der ehemaligen Schächte 2/5/8 der Zeche Hugo am Fuß der Halde Rungenberg in Gelsenkirchen und fließt dann in südlicher Richtung bis zur Emscher. Die Sicherung der Ufer im Anfangsbereich erfolgt durch Spundwände. Unterhalb der Bundesautobahn 2 ist der Lanferbach vollständig verrohrt, bevor er durch aufgelockerte Bebauung in Beckhausen fließt. Vor der Einmündung in die Emscher passiert er das Werksgelände eines Raffineriebetriebes.
Um bergbaubedingte Geländeabsenkungen auszugleichen, befindet sich im Verlauf des Lanferbaches ein Bachpumpwerk.